# James Steen
James J. Steen (19 de novembre de 1876 – Nova York, 25 de juny de 1949) va ser un waterpolista estatunidenc que va competir a principis del segle xx.
El 1904 va prendre part en els Jocs Olímpics de Saint Louis, on va guanyar la medalla d'or en la prova de waterpolo formant part de l'equip New York Athletic Club.